# Simposio

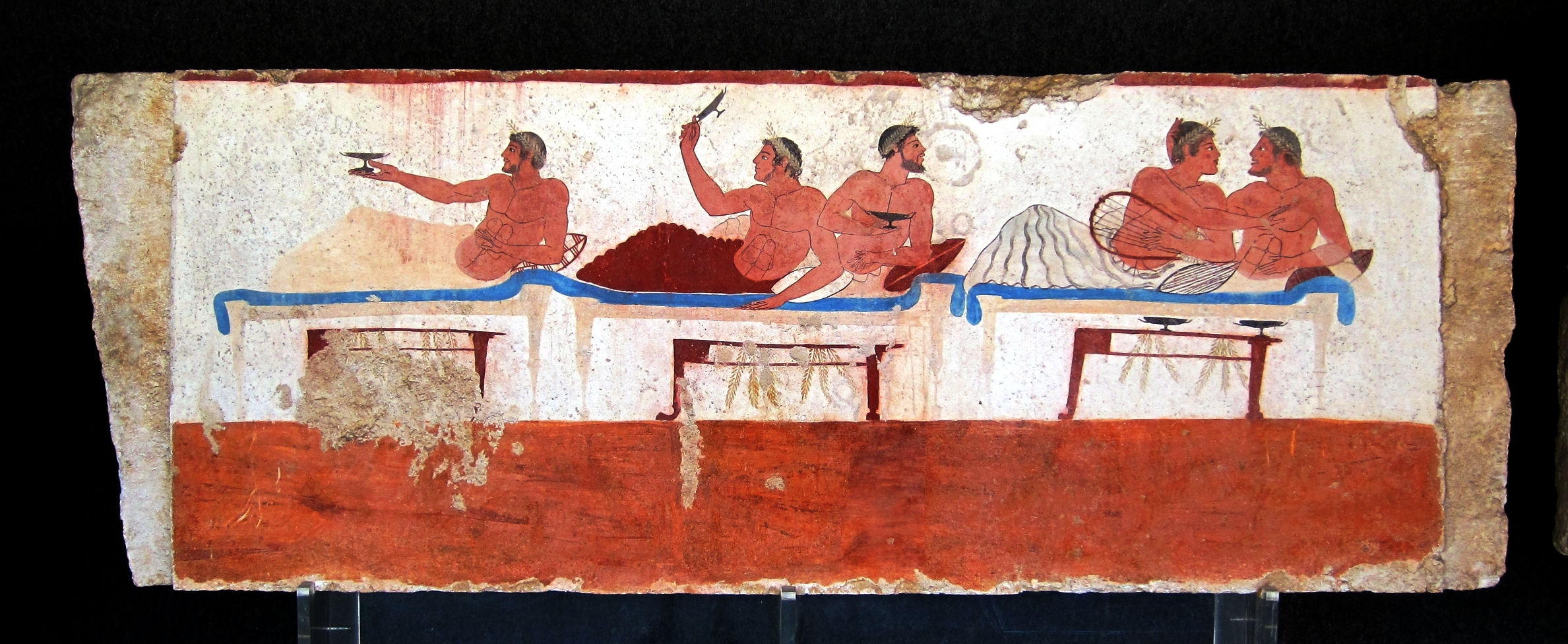
Scena di simposio: musica e conversazione. Dalla Tomba del tuffatore a Paestum, oggi al Museo archeologico nazionale di Paestum

Nell'antica Grecia e nell'antica Roma, il simposio era quella pratica conviviale (da cui anche chiamato convivio) che faceva seguito al banchetto, durante la quale i commensali bevevano secondo le prescrizioni del simposiarca, intonavano canti conviviali (skólia), si dedicavano a intrattenimenti di vario genere (recita di carmi, danze, conversazioni, giochi ecc.).

## Il contesto
Il simposio era il convegno dei cittadini maschi adulti al banchetto e agli intrattenimenti (akroàmata) che lo animavano, e cioè la conversazione arguta e colta, la musica dell'aulòs, strumento a fiato quasi sempre a due tubi e della lyra, la compagnia di bei giovani e ragazze compiacenti, i giochi e gli spettacoli. 
Il simposio, nello spirito greco, condensa ed esemplifica quei valori che rendono nobile l'uomo. Si tratta di una vera e propria forma di conoscenza, magari parziale, cui si accede proprio attraverso il simposio e l'abbandono alle sue pratiche: la conversazione, il vino, il sesso, il canto, la musica, la poesia, la danza.
Il kòmos, la baldoria che seguiva il simposio, era un'importante componente nella vita della polis greca. Celeberrima è, ad esempio, la scena dell'irruzione, nel Simposio platonico (416 a.C.), di Alcibiade, la testa inghirlandata, completamente ebbro e sorretto dalla sua combriccola:
(Platone, Simposio 212d-e)
Il banchetto si teneva in un'ala separata della casa, nella quale non era consentito l'accesso alle donne sposate e ai bambini. Il simposio e il banchetto, alla maniera greca, conobbero un'immensa fortuna nella società etrusca, che li assimilò e li fece propri, adattandoli alla diversa sensibilità sociale e spirituale. Le immagini ad essi connesse divennero una fonte iconografica per le rappresentazioni dell'arte funerea.

## Il rito
Veniva fatto girare un recipiente di vino in modo che ciascuno potesse riempire la propria coppa e berne per poi offrire una libagione a Dioniso, accompagnata dall'invocazione del suo nome. A questo punto si cantava un inno al dio, il peana: si tratta di una forma lirica greca, inizialmente di derivazione dialettale dorica, dedicata alla celebrazione del culto di Apollo e Artemide. Il suo uso si diffuse in tutto il mondo greco che lo destinò al culto di tutti gli dei olimpici, per poi estenderlo ad altri usi, come la celebrazione degli uomini illustri. Se ne conosce bene anche l'uso propiziatorio negli istanti che precedevano la battaglia. Nei Persiani di Eschilo (472 a.C.), si descrive l'effetto terrificante prodotto dall'ascolto del «nobile peana», che i persiani udirono levarsi dall'altra parte dello stretto di Salamina: lo cantavano i greci, in coro, prima di lanciarsi «in battaglia con cuore intrepido». Solo dopo il canto, a garanzia del buon andamento del simposio, veniva nominato o estratto a sorte con gli astragali, un simposiarca, con il compito di garantirne la riuscita. A lui spettava di stabilire e far osservare le regole del gioco: le proporzioni da rispettare nella miscelazione del vino, la quantità spettante a ciascuno, le regole della festa. Una regola non convenuta, ma spesso seguita, doveva essere la stessa sana trasgressione delle regole: in tal caso la punizione inflitta dal simposiarca era bonaria, spingendosi tuttalpiù a qualche blanda forma di penitenza canzonatoria. Il simposio non poteva essere celebrato prima del tramonto; anche se poeti, come Alceo, incitavano a bere sempre, in presenza del sole o meno.

## Le etere, la musica, il canto, la danza
Vi erano giovani donne, appositamente convocate, che suonavano l'aulòs e danzavano: le etere, le uniche donne ammesse al simposio. 
La musica aveva un ruolo importante nella convivialità simposiaca. Oltre all'aulòs si suonava la lira o, spesso, la cetra. Sulle raffigurazioni vascolari compaiono più raramente il crotalo e piccoli tamburi.
A cantare e suonare non erano solo i musicisti ma spesso, a turno, gli stessi convitati, che si esibivano in uno nei già citati skòlia. I canti conviviali, nati a Lesbo nel VII secolo a.C. ma diffusisi presto in tutta la Grecia, finirono per diventare un vero e proprio genere letterario, non di sola matrice aulica, ma anche di impronta popolare. I canti popolari andarono a costituire un vasto corpus, la cui esistenza si reggeva sulla tradizione orale, ma che non disdegnavano nemmeno di cimentarsi in danze ed acrobazie, a volte mostrando, anche a causa dei fumi alcolici, una perizia e una destrezza non sempre impeccabili, come evidenziato dalle posture scomposte immortalate in alcuni vasi.

Chi non sapeva suonare sottolineava il ritmo del suo canto segnando il tempo con ramoscelli, di alloro o di mirto, gli àisakoi.
A volte musica e danze erano animate da piccole compagnie professionali di acrobati, danzatori musicisti e citaredi, appositamente scritturate.

## Il vino
Durante il simposio, a differenza di quanto avveniva nel banchetto, si beveva abbondante vino accompagnato da assaggi della tipica alimentazione greca: formaggio, olive, frutta secca o esotica, assaggi di stuzzichini salati o piccanti.
Giovani coppieri mescolavano il vino all'acqua in grandi vasi, spesso all'esterno delle stanze del simposio, e mettevano il liquido dentro speciali brocche da vino, le oinochoe, e da queste in tazze per bere: l'elegante e prestigiosa kylix, lo skyphos, la kotyle, o più raramente e in epoca più tarda, il kantharos, la tazza dagli alti manici ricorrente nelle raffigurazioni dei rituali al dio Dioniso.
Nella stagione calda il ghiaccio sostituiva spesso l'acqua oppure il vino tenuto in freddo in un apposito recipiente, lo psyktèr, a sua volta immerso nel ghiaccio.
Nella miscela l'acqua era in misura maggiore. Un vino troppo ubriacante era considerato un'usanza barbarica.
Tuttavia occorre ricordare che le libagioni, specialmente di bevande inebrianti, sono ricorrenti in tutte le forme di simposio o banchetto almeno dei popoli indeuropei e hanno dato origine sia a specifici generi di discorso ('brindisi', promesse, voti, vanterie) sia a veri e propri motivi letterari e culturali.

## Dioniso
(Alceo fr. 346 Campbell; traduzione di Salvatore Quasimodo)

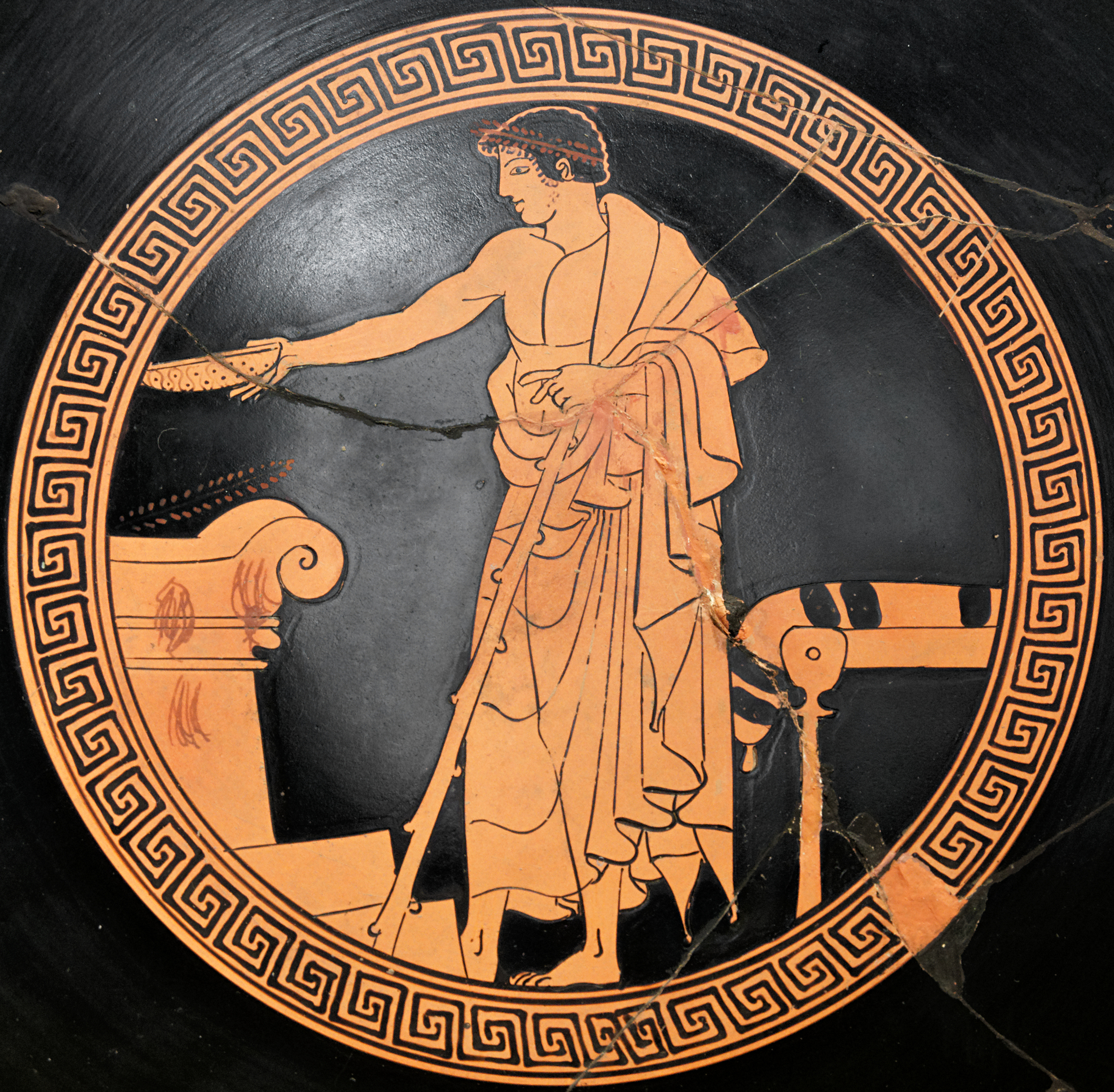
Una libagione simposiaca in una pittura vascolare attica a figure rosse da Vulci (480 a.C.). Museo del Louvre

Per i Greci il vino era il dono di Dioniso, divinità giunta da remote terre asiatiche, ed era l'essenza stessa della civiltà; l'ebbrezza che esso causava era vista come una compensazione degli affanni della vita, a patto di farne un uso giudizioso. I Greci, infatti, non bevevano vino puro e avevano piena coscienza dei rischi che comportava un uso smodato. 
Sul retro di molte kylikes di età arcaica compaiono spesso dei grandi occhi spalancati. Sollevando la tazza alle labbra e inclinandola per bere, gli invitati si trovavano ad indossare quasi una maschera che ricorda indubbiamente il volto della Gorgone, una delle più selvagge e feroci creature del mito.

## I giochi
Oltre al bere e al conversare, i convitati si dedicavano a vari intrattenimenti ludici, in genere indovinelli ed enigmi, attestati in considerevole numero: il lessicografo greco Giulio Polluce (II secolo d.C.), nel suo Onomastikon, arriva ad enumerarne addirittura cinquantadue.

### Il kòttabos

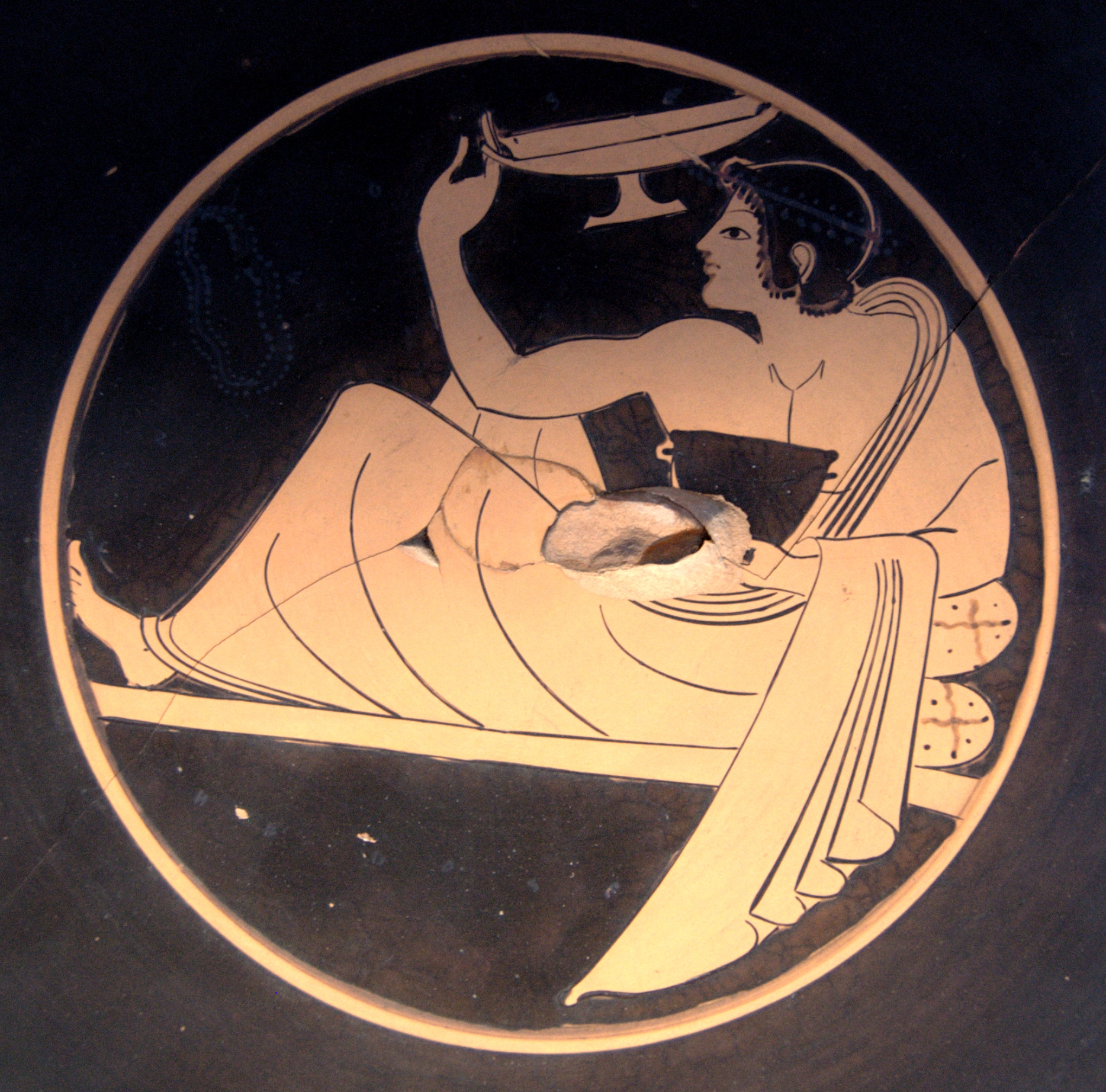
Il Kottabos in una raffigurazione attica a figure rosse su una Kylix esposta al Louvre (510 a.C.)

Il gioco più diffuso, ampiamente testimoniato da pitture e vasi, era il kottabos (Kòttabos o Cottabo). 
Esso consisteva nello scagliare le ultime gocce di vino rimaste nella tazza (làtax o latàghe) a colpire dei piattelli (plàstinghes) collocati su un'asta di bronzo (rhàbdos kottabikè). A volte i piattelli erano posati in equilibrio precario e il successo consisteva nell'andare a segno con la goccia facendoli cadere gli uni sugli altri con un sonoro clangore.

La kylix veniva appoggiata al polso con una presa imperniata sull'indice. La proiezione del liquido, da posizione quasi sdraiata, era accompagnata da un calibrato gesto di lancio il cui successo doveva richiedere una notevole destrezza se Sofocle, non a caso, arriva a riferire come tra i Siculi fossero in molti ad andar fieri più di un successo al kòttabos che di un riuscito lancio di giavellotto.
Non è da dargli torto visto che il gioco, oltre a conservare chiare tracce dei significati augurali e sacri attribuiti agli antichi riti del versare per terra il vino (libagioni), si connotava anche di una valenza erotica, non minore di quella del gesto atletico del tiro del giavellotto. Il gesto ludico infatti, oltre che da eleganti e precisi movimenti, era accompagnato dall'invocazione del nome della persona di cui si desideravano i favori.

## La fortuna di un genere letterario
Dal banchetto conviviale greco, divenuto palestra di sapienza, nacque un genere letterario che ebbe cultori specialmente fra i socratici (Platone e Senofonte su tutti). 
La successiva letteratura conviviale prese a modello quei primi esempi e trasformò il genere in vero e proprio dialogo; esso fu usato in età ellenistica per opere di erudizione (Plutarco, Ateneo, Macrobio), mentre ebbe carattere parodistico e caricaturale con Luciano e con Petronio.